# Музей изящных искусств (Марсель)
Музей изобразительных искусств  (фр. Musée des Beaux-Arts de Marseille) — это основной художественный музей в Марселе (Франция), содержащий коллекции живописи, скульптуры и рисунков XVI—XIX веков.
Музей создан в 1802 г. Занимает восточное крыло помпезного дворца Лоншан, построенного в 1860-е гг.

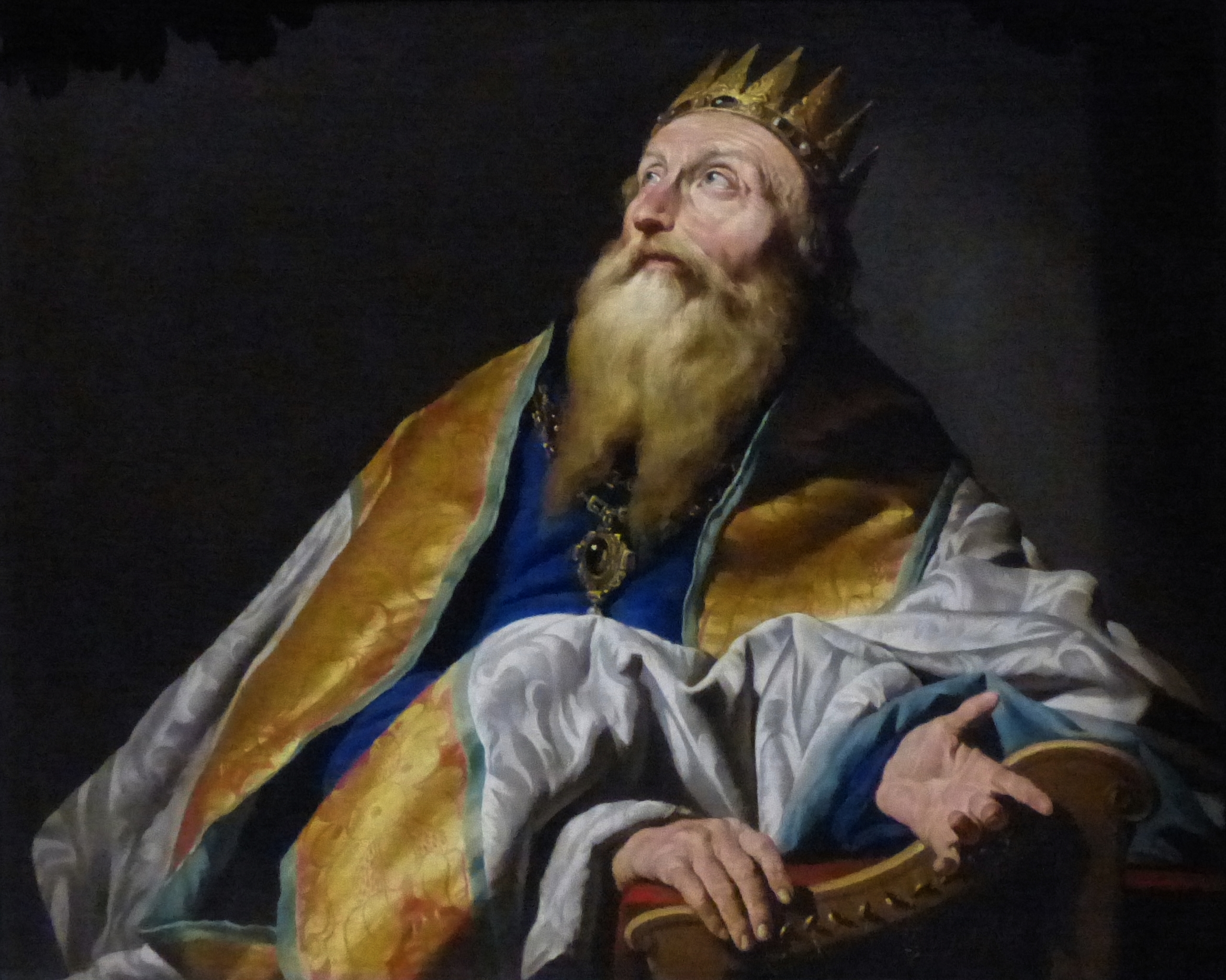
Матиас Стомер, царь Давид.
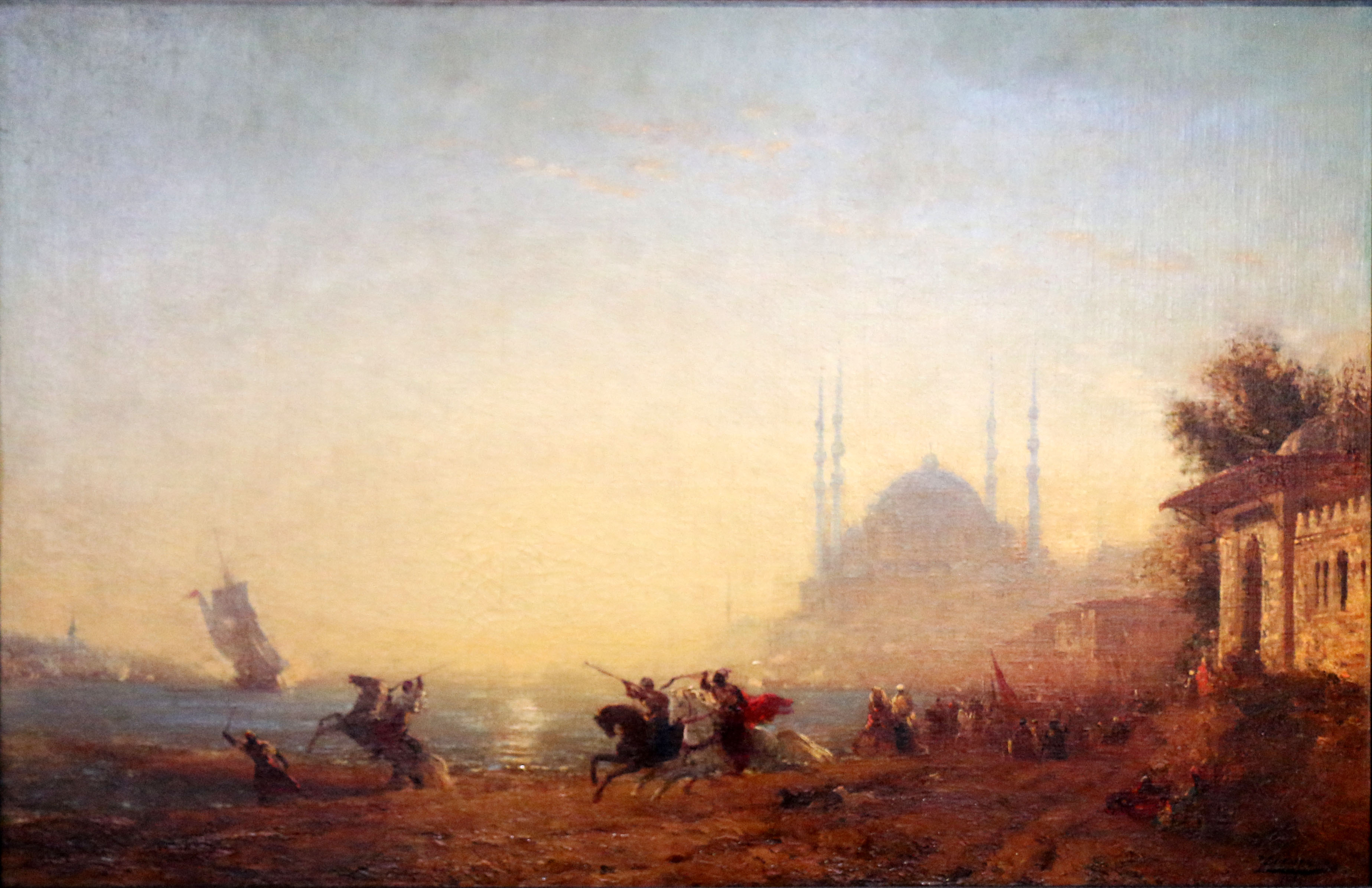
Феликс Зим. Фантазия о Боспоре.
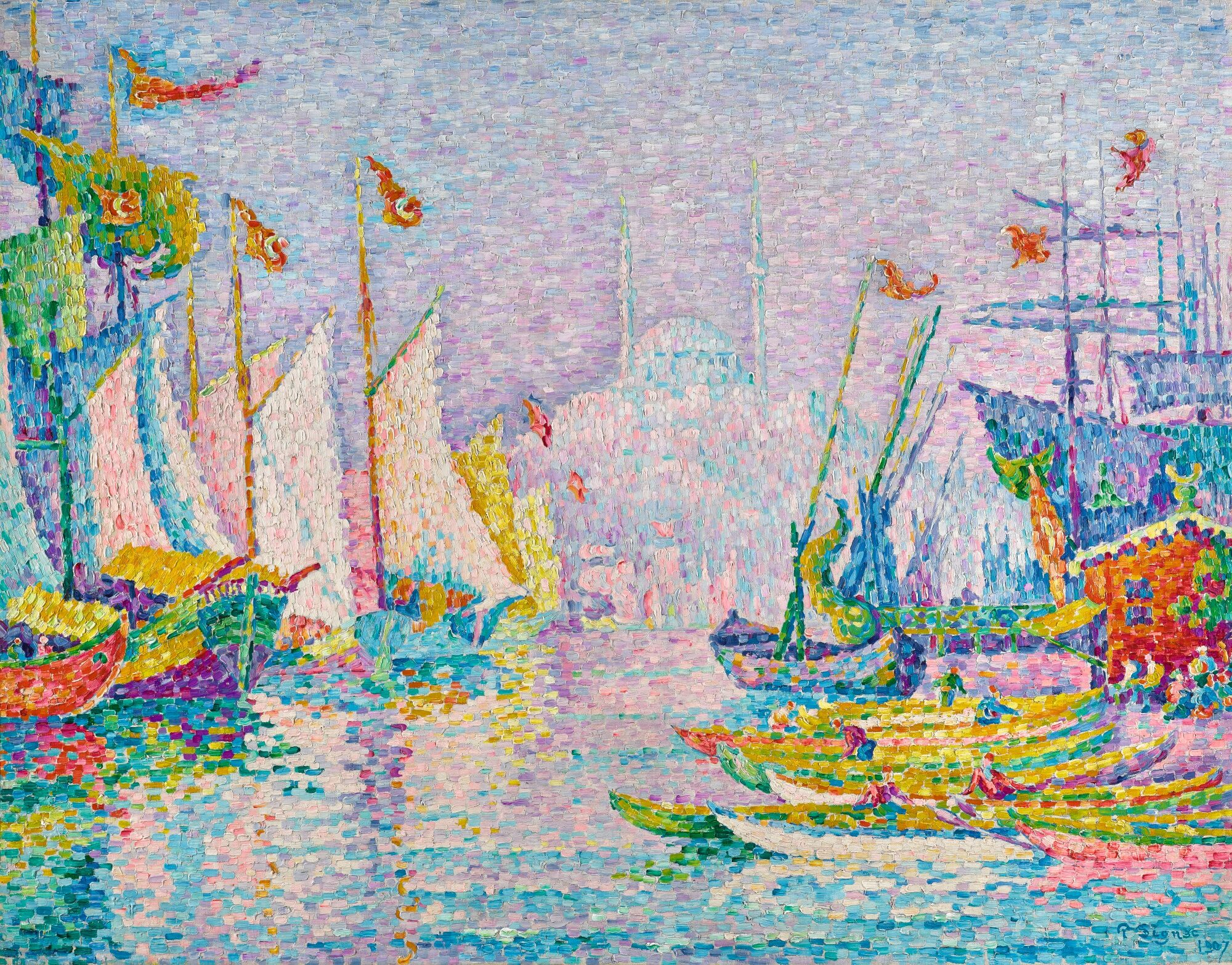
Поль Синьяк. Утро. Золотой рог.